# Inrichting voor stelselmatige daders
Een inrichting voor stelselmatige daders in Nederland is bestemd voor het opsluiten van  frequente wetsovertreders, ook wel veelplegers of draaideurcriminelen genoemd. 
Sinds 1 oktober 2004 kent Nederlandse wet de maatregel Plaatsing in een inrichting voor stelselmatige daders, ook wel bekend als de ISD-maatregel. 
Met de ISD-maatregel kunnen meerderjarige veelplegers voor maximaal twee jaar worden vastgehouden. Door hen lang op te sluiten wordt het hen feitelijk onmogelijk gemaakt om nog delicten te plegen. De ISD-maatregel is een bijkomende straf, ze kan wel in combinatie met andere bijkomende straffen worden opgelegd, maar niet met hoofdstraffen. 

## Omvang
In Nederland zijn er ongeveer 19.000 meerderjarige veelplegers en zo'n 1.000 minderjarige veelplegers. Bij deze groep gaat het meestal om relatief lichte delicten zoals autokraken, inbraken, vernielingen en winkeldiefstal. De delicten veroorzaken echter veel overlast voor burgers en bedrijven. Daarmee tasten de veelplegers de leefbaarheid en het gevoel van veiligheid aan. Dat geldt vooral in de (grote) steden.

## Locaties
- PI Almere, Almere
- PI Haaglanden, Zoetermeer (per 1 november 2018 definitief gesloten)
- PI Rotterdam (Hoogvliet), Rotterdam
- PI Sittard, Sittard
- PI Vught, Vught
- PI Zwolle, Zwolle
- Pi Alphen a/d Rijn.

## Doel
De ISD-maatregel kent twee doelstellingen, een gericht op de veiligheid in de samenleving en een gericht op de dader. 
- Het terugdringen van criminaliteit en onveiligheid van door stelselmatige daders gepleegde strafbare feiten.
- Het doorbreken van het uitzichtloze patroon van vastzitten, vrijkomen en terugvallen dat deze groep stelselmatige daders kenmerkt.

De maatregel ISD is bedoeld voor stelselmatige meerderjarige daders, al dan niet met een verslavings- of psychiatrische problematiek. Zij plegen delicten waarvoor de rechter veelal gevangenisstraffen oplegt, maar deze straffen zijn ieder voor zich te kort om gedragsverandering te bewerkstelligen. Met deze dwangmaatregel wordt beoogd het uitzichtloze patroon van vastzitten, vrijkomen en terugvallen dat deze groep stelselmatige daders kenmerkt, te doorbreken. 
Met de ISD-maatregel mag en kan de rechter meer rekening houden met strafbare feiten uit het verleden. Een simpele winkeldiefstal kan leiden tot een ISD-maatregel als blijkt dat dit stelselmatig voorkomt (bron: www.om.nl). Als een dader te kampen heeft met verslavingsproblematiek dan krijgt hij in de inrichting voor stelselmatige daders de mogelijkheid te ontwennen. De voormalige maatregel SOV (Strafrechtelijke Opvang Verslaafden) is opgenomen in de maatregel ISD. ISD wordt beschouwd als de allerlaatste-kans-voorziening, bestemd voor de zwaarste doelgroep (bron: www.om.nl).
In 2007 oordeelde de Raad voor Strafrechtstoepassing en Jeugdbescherming dat in de ISD-instellingen de aandacht voor psychische en verslavingsproblemen sterk tekortschiet. De aangeboden behandeling was incidenteel en de dagprogramma's waren methodisch onder de maat. Ernstig gestoorde veelplegers zouden in een instelling voor psychiatrische zorg beter op hun plaats zijn.

## Voorwaarden
De officier van justitie kan een ISD-maatregel eisen als:  
- de verdachte meer dan 10 processen-verbaal in de afgelopen vijf jaar tegen zich zag opgemaakt waarvan 1 in het peiljaar (voorafgaande jaar)[2]
- de verdachte in de vijf jaar voorafgaand aan het huidige delict ten minste driemaal wegens een misdrijf onherroepelijk tot een vrijheidsbeperkende straf of maatregel is veroordeeld en deze straffen/maatregelen ten uitvoer zijn gelegd
- de veiligheid van personen of goederen het opleggen van de maatregel eist.

Of een verdachte inderdaad een ISD-maatregel krijgt opgelegd, wordt beoordeeld door de rechter. De ISD-maatregel vindt men zo zwaar dat alleen een meervoudige kamer (drie rechters) daarover mag beslissen. 